# فرودگاه بین‌المللی کمیلو دازا
فرودگاه بین‌المللی کمیلو دازا (به انگلیسی: Camilo Daza International Airport) (به زبان بومی: Aeropuerto Internacional Camilo Daza) یک فرودگاه همگانی است که یک باند فرود از جنس آسفالت دارد و طول باند آن ۱۹۳۳ متر است. این فرودگاه در کشور کلمبیا قرار دارد و در ارتفاع ۱۰۹۶ متری از سطح دریا واقع شده‌است.

## شرکت‌های هواپیمایی و مقصدهای پروازی

### مسافری
| شرکت‌های هواپیمایی                                | مقصدهای پروازی                              |
| ------------------------------------------------ | ------------------------------------------- |
| آل نیپون ایرویز                                  | چوبو سنترایر، کانزای، هانه‌دا فصلی: فوکوئوکا |
| آل نیپون ایرویز اجرا توسط ANA Wings              | مییاکو، ناها                                |
| چاینا ایرلاینز                                   | فصلی: تائویوان تایوان                       |
| هنگ کنگ اکسپرس                                   | هنگ کنگ                                     |
| خطوط هوایی ژاپن اجرا توسط ژاپن ترانس‌اوشن ایر     | کانزای، مییاکو، ناها، هانه‌دا، یوناگونی      |
| ژاپن ترانس‌اوشن ایر اجرا توسط Ryukyu Air Commuter | مییاکو، ناها، یوناگونی                      |
| Peach                                            | کانزای                                      |
| Solaseed Air                                     | ناها                                        |